# Periboia (Gattin des Oineus)
Periboia (altgriechisch Περίβοια Períboia) ist eine Frauengestalt der griechischen Mythologie. Sie war die Tochter des Königs Hipponoos von Olenos.
Periboia wurde die zweite Gattin des Königs Oineus von Kalydon, dem sie den Tydeus gebar. Über den Verlauf, wie sich die Heirat von Periboia und Oineus vollzog, gibt es mehrere Varianten, die nicht miteinander vereinbar sind. 
- Nach einem erhaltenen Fragment wurde in dem Epos Thebais erzählt, dass Oineus nach seiner Einnahme der Stadt Olenos Periboia als Kriegsbeute erhielt.[1]
- In einer weiteren Version wird behauptet, dass Hipponoos seine Tochter auf die Nachricht hin, dass sie Oineus’ Avancen nachgegeben habe, diesem schwanger zusandte.[2]
- Hesiod gibt an, dass Periboia von Hippostratos, dem Sohn des Amarynkeus, verführt wurde; daraufhin habe ihr Vater sie zu Oineus geschickt, der sie hinrichten sollte.[3]
- Auch laut Diodor beauftragte Hipponoos den Oineus mit der Tötung seiner Tochter, doch gibt der Geschichtsschreiber als Grund dafür an, dass Periboia ein Kind von Ares erwartet habe; allerdings habe Oineus den Befehl nicht ausgeführt, sondern Periboia im Gegenteil zur Gattin genommen, da seine erste Gemahlin Althaia nicht lange davor gestorben sei.[4]